# Нижня Іленка
Нижня І́ленка (рос. Нижняя Иленка) — присілок у складі Байкаловського району Свердловської області. Входить до складу Баженовського сільського поселення.
Населення — 463 особи (2010, 482 у 2002).
Національний склад населення станом на 2002 рік: росіяни — 99 %.